# George Werner
George Werner (* 3. August 1682 in Graßdorf bei Taucha; † 19. Mai 1758 in Leipzig) war zwischen 1725 und 1756 der bedeutendste Architekt und Baumeister des Leipziger Spätbarock und Rokoko.

## Leben
Der später als „Leipzigs Knöffel“ bezeichnete Architekt und Baumeister lernte bei Matthäus Röthig in Taucha das Maurerhandwerk, wurde dort 1703 Geselle und 1723 in Leipzig Maurermeister. Als seine erste selbstständige Arbeit in Leipzig gilt der 1723 erfolgte Bau eines Seitengebäudes in der Hainstraße 6. George Werner muss sich innerhalb weniger Jahre die Sympathien der Leipziger Bauherren erworben haben, denn seit Ende der 1720er Jahre konnte er den bisher bevorzugten Baumeister Christian Döring bei der Vergabe der größten Bauaufträge wie Hohmanns Hof, Kochs Hof oder den Goldenen Bären verdrängen. Von 1746 bis 1748 schuf Werner mit dem Turm der Johanniskirche den einzigen barocken Kirchturm der Messestadt.
Seit 1740 vollzog George Werner in Leipzig schrittweise den Übergang vom Barock zum Rokoko. Neben den Baumeistern Johann Gregor Fuchs, Christian Döring und Friedrich Seltendorff gestaltete er die Katharinenstraße zu einer im 18. Jahrhundert weit über die Grenzen Leipzigs bekannten Prachtstraße. Seine seit den 1740er Jahren errichteten Gebäude, wie das Bürgerhaus Katharinenstraße 19 oder das – auch als Altes Kloster bekannte – Becksche Haus in der Klostergasse 5, zählen zu den elegantesten Bauten des Leipziger Rokoko.
Des Weiteren kann nicht ausgeschlossen werden, dass Werner am Bau des Gohliser Schlösschens (1755–1756) mitgewirkt hat.
George Werner war mit Johanne Magdalena Hasert verheiratet. Aus der Ehe gingen ein Sohn und zwei Töchter hervor, deren eine mit dem für die Baugeschichte Leipzigs bedeutsamen Maurermeister Christian Hornice verheiratet war, der bei einigen Bauvorhaben mit seinem Schwiegervater zusammenarbeitete. Werner erwarb 1743 für 3100 Taler ein Wohnhaus in der Gerberstraße 30, das seit 1837 Weißer Schwan genannt wurde, jedoch heute nicht mehr erhalten ist. Er hinterließ bei seinem Tod eine kleine Bibliothek, deren Wert auf 32 Taler und 32 Groschen eingeschätzt wurde und in der Bücher mit religiösen Inhalten, darunter verschiedene Bibelausgaben, überwogen. Hingegen waren nur drei Bücher über antike Architektur spezielle Fachliteratur.

## Werk (Auswahl)
Hinweis: Alle Bauten ohne Ortsangaben wurden in Leipzig errichtet.
- Bau eines Seitengebäudes in der Hainstraße 6 (1723)
- Bau von Hohmanns Hof, Petersstraße 15 (1728–1731, im Zweiten Weltkrieg zerstört)[2]
- Bau des Herrenhauses in Großdeuben, (um 1730)[2]
- Bau der neuen Thomasschule (1731–1732, 1901–1902 abgebrochen)[3]
- Bau des Goldenen Bären, Universitätsstraße 11 (1735–1737, im Zweiten Weltkrieg zerstört)[4]
- Bau des Bürgerhauses Markt 13 (1733, nicht erhalten)
- Bau des Sommerhauses in Hohmanns Garten vor dem Halleschen Tor (1733, nicht erhalten)
- Bau von Kochs Hof, Markt 3 (1735–1738, im Zweiten Weltkrieg zerstört)[5]
- Bau des Bürgerhauses Hainstraße 13 (1746)
- Bau des barocken Kirchturms der Johanniskirche (1746–1748, nach Beschädigung im Zweiten Weltkrieg 1963 gesprengt)
- Bau einer Gruftkapelle auf dem Alten Johannisfriedhof (1746–1748)
- Bau der Hintergebäude von Barthels Hof (1747–1750, 1870–1871 Um- und Ausbau)
- Bau des Bürgerhauses Katharinenstraße 19 (1748–1749)
- Bau des Bürgerhauses Zum Grönländer, Petersstraße 24 (1749–1751)[6]
- Bau des Beckschen Hauses (Altes Kloster), Klostergasse 5 (1753–1755, gemeinsam mit dem Zimmermeister Johann Leopold Müller)[7]
- ungesichert: Mitarbeit am Bau des Gohliser Schlösschens (1755–1756)